# Balmaceda nigrosecta
Balmaceda nigrosecta är en spindelart som beskrevs av Cândido Firmino de Mello-Leitão 1945. 
Balmaceda nigrosecta ingår i släktet Balmaceda och familjen hoppspindlar. Inga underarter finns listade.